# Seznam přísně chráněných druhů živočichů podle Bernské úmluvy
Seznam přísně chráněných druhů živočichů podle Úmluvy o ochraně evropských planě rostoucích rostlin, volně žijících živočichů a přírodních stanovišť (Bernská úmluva)

## Obratlovci

### Mammalia -Savci
Insectivora (hmyzožravci)

### Erinaceidae(ježkovití)
- Atelerix algirus (Erinaceus algirus) (ježek alžírský)

### Soricidae(rejskovití)
- Crocidura suaveolens ariadne (Crocidura ariadne) (bělozubka)
- Crocidura russula cypria (Crocidura cypria) (bělozubka)
- Crocidura canariensis (bělozubka)

### Talpidae(krtkovití)
- Desmana moschata (vychuchol povolžský)
- Galemys pyrenaicus (Desmana pyrenaica) (vychuchol pyrenejský)

Microchiroptera (netopýři)
- všechny druhy kromě Pipistrellus pipistrellus (netopýr hvízdavý)

Rodentia (hlodavci)

### Sciuridae(veverkovití)
- Pteromys volans (Sciuropterus russicus) (poletuška slovanská)
- Sciurus anomalus (veverka krátkouchá)
- Spermophilus citellus (Citellus citellus) (sysel obecný)
- Spermophilus suslicus (Citellus suslicus) (sysel perličkový)

### Muridae(myšovití)
- Cricetus cricetus (křeček polní)
- Mesocricetus newtoni (křeček)
- Microtus bavaricus (Pitymys bavaricus) (hrabošík bavorský)
- Microtus cabrerae (hraboš)
- Microtus tatricus (hrabošík tatranský)
- Spalax graecus (slepec)

### Gliridae(plchovití)
- Dryomis laniger (plch)
- Myomimus roachi (Myomimus bulgaricus) (plch myší)

### Zapodidae(myšivkovití)
- Sicista betulina (myšivka horská)
- Sicista subtilis (myšivka stepní)

### Hystricidae(dikobrazovití)
- Hystrix cristata (dikobraz obecný)

Carnivora (šelmy)

### Canidae(psovití)
- Alopex lagopus (liška polární)
- Canis lupus (vlk)
- Cuon alpinus (vlk rudý, dhoul)

### Ursidae(medvědovití)
- všechny druhy

### Mustelidae(lasicovití)
- Gulo gulo (rosomák)
- Mustela eversmannii (tchoř stepní)
- Mustela lutreola (Lutreola lutreola) (norek evropský)
- Lutra lutra (vydra říční)
- Vormela peregusna (tchořík skvrnitý)

### Felidae(kočkovití)
- Caracal caracal (karakal)
- Felis silvestris (kočka divoká)
- Lynx pardinus (Lynx pardina) (rys pardálový)
- Panthera pardus (levhart)
- Panthera tigris (tygr)

### Odobenidae(mrožovití)
- Odobenus rosmarus (mrož)

### Phocidae(tuleňovití)
- Monachus monachus (tuleň středomořský)
- Phoca hispida saimensis (tuleň saimenský)
- Phoca hispida ladogensis (tuleň kroužkovaný)

Artiodactyla (sudokopytníci)

### Cervidae(jelenovití)
- Cervus elaphus corsicanus (jelen korsický)

### Bovidae(turovití)
- Capra aegagrus (koza bezoárová)
- Capra pyrenaica pyrenaica (kozorožec pyrenejský)
- Gazella subgutturosa (džejran)
- Gazella dorcas (gazela dorkas)
- Ovibos moschatus (pižmoň)
- Rupicapra rupicapra ornata (kamzík pyrenejský)

Cetacea (kytovci)

### Monodontidae(narvalovití)
- Monodon monoceros (narval)

### Delphinidae(delfínovití)
- Delphinus delphis (delfín obecný)
- Globicephala macrorhynchus (kulohlavec Sieboldův)
- Globicephala melas (kulohlavec černý)
- Grampus griseus (plískavice černá)
- Lagenorhynchus acutus (plískavice běloboká)
- Lagenorhynchus albirostris (plískavice bělonosá)
- Orcinus orca (kosatka dravá)
- Pseudorca crassidens (kosatka černá)
- Steno bredanensis (delfín drsnozubý)
- Stenella coeruleoalba (delfín pruhovaný)
- Stenella frontalis (delfín kapverdský)
- Tursiops truncatus (tursio) (delfín skákavý)

### Phocoenidae(sviňuchovití)
- Phocoena phocoena (sviňucha obecná)

### Physeteridae(vorvaňovití)
- Kogia breviceps (vorvaň malý)
- Kogia simus (Med.) (vorvaň)
- Physeter macrocephalus (Med.) (vorvaň tuponosý)

### Ziphiidae(vorvaňovcovití)
- Hyperoodon rostratus (vorvaňovec)
- Mesoplodon bidens (vorvaňovec severomořský)
- Mesoplodon densirostris (Med.) (vorvaňovec tropický)
- Mesoplodon mirus (vorvaňovec tmavý)
- Ziphius cavirostris (vorvaňovec zobatý)

### Balaenopteridae(plejtvákovití)
- Balaenoptera acutorostrata (Med.) (plejtvák malý)
- Balaenoptera borealis (Med.) (plejtvák sejval)
- Balaenoptera edeni (plejtvák Brydeův)
- Balaenoptera physalus (plejtvák myšok)
- Megaptera novaeangliae (keporkak)
- Sibbaldus musculus (Balaenoptera musculus) (plejtvák obrovský)

### Balaenidae(velrybovití)
- Balaena mysticetus (velryba grónská)
- Eubalaena glacialis (velryba černá)

Aves – Ptáci
Gaviiformes (potáplice)

### Gaviidae(potáplicovití)
- všechny druhy

Podicipediformes (potápky)

### Podicipedidae(potápkovití)
- Podiceps auritus (potápka žlutorohá)
- Podiceps grisegena (potápka rudokrká)
- Podiceps nigricollis (caspicus) (potápka černokrká)
- Podiceps ruficollis (potápka malá)

Procellariiformes (trubkonosí)

### Hydrobatidae(buřňáčkovití)
- všechny druhy

### Procellariidae(buřňákovití)
- Bulweria bulwerii (buřňák Bulwerův)
- Procellaria diomedea (buřňák šedý)
- Pterodroma madeira (buřňák madeirský)
- Pterodroma feae (buřňák kapverdský)
- Puffinus assimilis baroli (buřňák menší)
- Puffinus puffinus (buřňák severní)
- Puffinus tenuirostris (buřňák tenkozobý)
- Puffinus yelkouan (buřňák středomořský)

Pelecaniformes (veslonozí)

### Phalacrocoracidae(kormoránovití)
- Phalacrocorax aristotelis (Med.) (kormorán chocholatý)
- Phalacrocorax pygmaeus (kormorán malý)

### Pelecanidae (pelikánovití)
- všechny druhy

Ciconiiformes (brodiví)

### Ardeidae(volavkovití)
- Ardea purpurea (volavka červená)
- Ardeola ralloides (volavka vlasatá)
- Botaurus stellaris (bukač velký)
- Bulbucus ibis (Ardeola ibis) (volavka rusovlasá)
- Casmerodius albus (Egretta alba) (volavka bílá)
- Egretta garzetta (volavka stříbřitá)
- Ixobrychus minutus (bukáček malý)
- Nycticorax nycticorax (kvakoš noční)

### Ciconiidae(čápovití)
- všechny druhy

### Threskiornithidae(ibisovití)
- všechny druhy

### Phoenicopteridae(plameňákovití)
- Phoenicopterus ruber roseus (plameňák růžový)

Anseriformes (vrubozobí)

### Anatidae(kachnovití)
- Anser erythropus (husa malá)
- Branta leucopsis (berneška bělolící)
- Branta ruficollis (berneška rudokrká)
- Bucephala islandica (hohol islandský)
- Cygnus cygnus (labuť zpěvná)
- Cygnus bewickii (columbianus) (labuť malá)
- Histrionicus histrionicus (kačka strakatá)
- Marmaronetta angustirostris (Anas angustirostris) (čírka úzkozobá)
- Mergus albellus (morčák bílý)
- Oxyura leucocephala (kachnice bělohlavá)
- Polysticta stelleri (kajka Stellerova)
- Somateria spectabilis (kajka královská)
- Tadorna tadorna (husice liščí)
- Tadorna ferruginea (husice rezavá)

Falconiformes (dravci)
- všechny druhy

Galliformes (hrabaví)

### Tetraonidae(tetřevovití)
- Tetrao urogallus cantabricus (poddruh tetřeva hlušce)

Gruiformes (krátkokřídlí)

### Turnicidae(perepelovití)
- Turnix sylvatica (perepel evropský)

### Gruidae(jeřábovití)
- všechny druhy

### Rallidae(chřástalovití)
- Crex crex (chřástal polní)
- Fulica cristata (lyska hřebenatá)
- Porphyrio porphyrio (slípka modrá)
- Porzana porzana (chřástal kropenatý)
- Porzana pusilla (chřástal nejmenší)
- Porzana parva (chřástal malý)

### Otididae(dropovití)
- všechny druhy

Charadriiformes (bahňáci)

### Charadriidae(kulíkovití)
- Arenaria interpres (kameňáček pestrý)
- Charadrius alexandrinus (kulík mořský)
- Charadrius dubius (kulík říční)
- Charadrius hiaticula (kulík písečný)
- Charadrius leschenaultii (kulík pouštní)
- Eudromias morinellus (kulík hnědý)
- Hoplopterus spinosus (čejka trnitá)

### Scolopacidae(slukovití)
- Calidris alba (jespák písečný)
- Calidris alpina (jespák obecný)
- Calidris ferruginea (jespák křivozobý)
- Calidris maritima (jespák mořský)
- Calidris minuta (jespák malý)
- Calidris temminckii (jespák šedý)
- Gallinago media (bekasina větší)
- Limicola falcinellus (jespák ploskozobý)
- Numenius tenuirostris (koliha tenkozobá)
- Tringa cinerea (vodouš malý)
- Tringa glareola (vodouš bahenní)
- Tringa hypoleucos (pisík obecný)
- Tringa ochropus (vodouš kropenatý)
- Tringa stagnatilis (vodouš štíhlý)

### Recurvirostridae(tenkozobcovití)
- všechny druhy

### Phalaropodidae(lyskonohovití)
- všechny druhy

### Burhinidae(dytíkovití)
- Burhinus oedicnemus (dytík úhorní)

### Glareolidae(ouhorlíkovití)
- všechny druhy

### Laridae(rackovití)
- Chlidonias hybrida (rybák bahenní)
- Chlidonias leucopterus (rybák bělokřídlý)
- Chlidonias niger (rybák černý)
- Gelochelidon nilotica (rybák černozobý)
- Hydroprogne caspia (rybák velkozobý)
- Larus audouinii (racek Audouniův)
- Larus genei (racek tenkozobý)
- Larus melanocephalus (racek černohlavý)
- Larus minutus (racek malý)
- Larus sabini (Xema sabini) (racek Sabinův)
- Pagophila eburnea (racek sněžní)
- Sterna albifrons (rybák malý)
- Sterna dougallii (rybák rajský)
- Sterna hirundo (rybák obecný)
- Sterna paradisaea (macrura) (rybák dlouhoocasý)
- Sterna sandvicensis (rybák severní)

Columbiformes (měkkozobí)

### Pteroclididae(stepokurovití)
- všechny druhy

### Columbidae(holubovití)
- Columba bollii (holub kanárský)
- Columba junoniae (holub vavřínový)

Cuculiformes (kukačky)

### Cuculidae(kukačkovití)
- Clamator glandarius (kukačka jižní)

Strigiformes (sovy)
- všechny druhy

Caprimulgiformes (lelkové)

### Caprimulgidae(lelkovití)
- všechny druhy

Apodiformes (svišťouni)

### Apodidae(rorýsovití)
- Apus caffer (rorýs kaferský)
- Apus melba (rorýs velký)
- Apus pallidus (rorýs šedohnědý)
- Apus unicolor (rorýs jednobarvý)

Coraciiformes (srostloprstí)

### Alcedinidae(ledňáčkovití)
- Alcedo atthis (ledňáček říční)
- Ceryle rudis (rybařík jižní)
- Halcyon smyrnensis (ledňáček hnědohlavý)

### Meropidae(vlhovití)
- Merops apiaster (vlha pestrá)

### Coraciidae(mandelíkovití)
- Coracias garrulus (mandelík hajní)

### Upupidae(dudkovití)
- Upupa epops (dudek chocholatý)

### Piciformes(šplhavci)
- všechny druhy

Passeriformes (pěvci)

### Alaudidae(skřivanovití)
- Calandrella brachydactyla (skřivánek krátkoprstý)
- Calandrella rufescens (skřivánek malý)
- Chersophilus duponti (skřivan Dupontův)
- Eremophila alpestris (skřivan ouškatý)
- Galerida theklae (chocholouš vavřínový)
- Melanocorypha bimaculata (kalandra dvouskvrná)
- Melanocorypha calandra (kalandra zpěvná)
- Melanocorypha leucoptera (kalandra sibiřská)
- Melanocorypha yeltoniensis (kalandra černá)

### Hirundinidae(vlaštovkovití)
- všechny druhy

### Motacillidae(konipasovití)
- všechny druhy

### Pycnonotidae(Bulbulovití)
- Pycnonotus barbatus (bulbul zahradní)

### Laniidae(ťuhýkovití)
- všechny druhy

### Bombycillidae(brkoslavovití)
- Bombycilla garrulus (brkoslav severní)

### Cinclidae(skorcovití)
- Cinclus cinclus (skorec vodní)

### Troglodytidae(střízlíkovití)
- Troglodytes troglodytes (střízlík obecný)

### Prunellidae(pěvuškovití)
- všechny druhy

### Muscicapidae(lejskovití)
- všechny druhy

### Turdidae(drozdovití)
- Cercotrichas galactotes (pěvec ryšavý)
- Erithacus rubecula (červenka obecná)
- Irania gutturalis (slavík bělohrdlý)
- Luscinia luscinia (slavík uherský)
- Luscinia megarhynchos (slavík obecný)
- Luscinia svecica (Cyanosylvia svecica) (slavík modráček)
- Monticola saxatilis (skalník zpěvný)
- Monticola solitarius (skalník modrý)
- Oenanthe finischii (bělořit skalní)
- Oenanthe hispanica (bělořit okrový)
- Oenanthe isabellina (bělořit bělokřídlý)
- Oenanthe leucura (bělořit hnědý)
- Oenanthe oenanthe (bělořit šedý)
- Oenanthe pleschanka (leucomela) (bělořit bělohlavý)
- Phoenicurus ochruros (rehek domácí)
- Phoenicurus phoenicurus (rehek zahradní)
- Saxicola dacotiae (bramborníček kanárský)
- Saxicola rubetra (bramborníček hnědý)
- Saxicola torquata (bramborníček černohlavý)
- Tarsiger cyanurus (modruška sibiřská)
- Turdus torquatus (kos horský)

### Sylviidae(pěnicovití)
- všechny druhy

### Regulinae(králíčkovití)
- všechny druhy

### Muscicapinae(lejskovití)
- všechny druhy

### Timaliinae(timáliovití)
- Panurus biarmicus (sýkořice vousatá)

### Paridae(sýkorovití)
- všechny druhy

### Sittidae(brhlíkovití)
- všechny druhy

### Certhiidae(šoupálkovití)
- všechny druhy

### Emberizidae(strnadovití)
- Calcarius lapponicus (strnad severní)
- Emberiza aureola (strnad ruský)
- Emberiza caesia (strnad šedokrký)
- Emberiza cia (strnad viničný)
- Emberiza cineracea (strnad šedý)
- Emberiza cirlus (strnad cvrčivý)
- Emberiza citrinella (strnad obecný)
- Emberiza leucocephala (strnad bělohlavý)
- Emberiza melanocephala (strnad černohlavý)
- Emberiza pusilla (strnad malinký)
- Emberiza rustica (strnad rolní)
- Emberiza schoeniclus (strnad rákosní)
- Plectrophenax nivalis (sněhule severní)

### Fringillidae(pěnkavovití)
- Carduelis cannabina (konopka obecná)
- Carduelis carduelis (stehlík obecný)
- Carduelis chloris (zvonek zelený)
- Carduelis flammea (čečetka zimní)
- Carduelis flavirostris (konopka žlutozobá)
- Carduelis hornemanni (čečetka bělavá)
- Carduelis spinus (čížek lesní)
- Carpodacus erythrinus (hýl rudý)
- Coccothraustes coccothraustes (dlask tlustozobý)
- Fringilla teydea (pěnkava kanárská)
- Loxia curvirostra (křivka obecná)
- Loxia leucoptera (křivka bělokřídlá)
- Loxia pityopsittacus (křivka velká)
- Loxia scotica (křivka skotská)
- Pinicola enucleator (hýl křivčí)
- Rhodopechys githaginea (hýl pouštní)
- Serinus citrinella (čížek citrónový)
- Serinus pusillus (zvonohlík zlatočelý)
- Serinus serinus (zvonohlík zahradní)

### Ploceidae(snovačovití)
- Montrifringilla nivalis (pěnkavák sněžný)
- Petronia petronia (vrabec skalní)

### Sturnidae(špačkovití)
- Sturnus roseus (špaček růžový)
- Sturnus unicolor (špaček černý)

### Oriolidae(žluvovití)
- Oriolus oriolus (žluva hajní)

### Corvidae(krkavcovití)
- Cyanopica cyanus (straka modrá)
- Nucifraga caryocatactes (ořešník kropenatý)
- Perisoreus infaustus (sojka zlověstná)
- Pyrrhocorax graculus (kavče žlutozobé)
- Pyrrhocorax pyrrhocorax (kavče podhorské)

Reptilia – Plazi
Chelonia (želvy)

### Testudinidae(želvovití)
- Testudo graeca (želva žlutohnědá)
- Testudo hermanni (želva zelenavá)
- Testudo marginata (želva vroubená)

### Emydidae(emydovití)
- Emys orbicularis (želva bahenní)
- Mauremys caspica 1 (želva kaspická)

### Dermochelyidae(kožatkovití)
- Dermochelys coriacea (kožatka velká)

### Cheloniidae(karetovití)
- Caretta caretta (kareta obecná)
- Chelonia mydas (kareta obrovská)
- Eretmochelys imbricata (kareta pravá)
- Lepidochelys kempii (kareta Kempova atlantská)

### Trionychidae(kožnatkovití)
- Rafetus euphraticus (kožnatka)
- Trionyx triunguis (kožnatka)

Sauria (ještěři)

### Gekkonidae(gekonovití)
- Cyrtodactylus kotschyi (gekon hrbolkatý)
- Tarentola angustimentalis (gekon)
- Tarentola boettgeri (gekon)
- Tarentola delalandii (gekon)
- Tarentola gomerensis (gekon)
- Phyllodactylus europaeus (gekon evropský)

### Agamidae(agamovití)
- Stellio stellio (agama stellio)

### Chamaeleontidae(chameleonovití)
- Chamaeleo chamaeleon (chameleon obecný)

### Lacertidae(ještěrkovití)
- Algyroides fitzingeri (paještěrka Fitzingerova)
- Algyroides marchi (paještěrka španělská)
- Algyroides moreoticus (paještěrka peloponéská)
- Algyroides nigropunctatus (paještěrka tečkovaná)
- Archaeolacerta bedriagae (Lacerta bedriagae) (ještěrka Bedriagova)
- Archaeolacerta monticola (Lacerta monticola) (ještěrka iberská)
- Gallotia galloti (veleještěrka)
- Gallotia simonyi (Lacerta simonyi) (ještěrka Simonyova)
- Gallotia stehlini (ještěrka)
- Lacerta agilis (ještěrka obecná)
- Lacerta clarkorum (ještěrka)
- Lacerta dugesii (ještěrka madeirská)
- Lacerta graeca (ještěrka řecká)
- Lacerta horvathi (ještěrka chorvatská)
- Lacerta lepida (ještěrka perlová)
- Lacerta parva (ještěrka)
- Lacerta princeps (ještěrka)
- Lacerta schreiberi (ještěrka Schreiberova)
- Lacerta trilineata (ještěrka balkánská)
- Lacerta viridis (ještěrka zelená)
- Ophisops elegans (ještěrka)
- Podarcis erhardii (ještěrka)
- Podarcis filfolensis (ještěrka)
- Podarcis lilfordi (ještěrka Lilfordova)
- Podarcis melisellensis (ještěrka)
- Podarcis milensis (ještěrka)
- Podarcis muralis (ještěrka zední)
- Podarcis peloponnesiaca (ještěrka)
- Podarcis pityusensis (ještěrka pityuská)
- Podarcis sicula (ještěrka)
- Podarcis taurica (ještěrka travní)
- Podarcis tiliguerta (ještěrka)
- Podarcis wagleriana (ještěrka)

### Anguidae(slepýšovití)
- Ophisaurus apodus (blavor žlutý)

### Scincidae(scinkovití)
- Ablepharus kitaibelii (krátkonožka evropská)
- Chalcides bedriagai (scink)
- Chalcides ocellatus (scink)
- Chalcides sexlineatus (scink)
- Chalcides simonyi (Chalcides occidentalis) (scink)
- Chalcides viridianus (scink)
- Ophiomorus punctatissimus (scink)

Ophidia (hadi)

### Colubridae(užovkovití)
- Coluber cypriensis (užovka)
- Coluber gemonensis (užovka)
- Coluber hippocrepis (užovka)
- Coluber jugularis 2 (užovka východní)
- Coluber najadum 3 (užovka)
- Coluber viridiflavus (užovka)
- Coronella austriaca (užovka hladká)
- Elaphe longissima (užovka stromová)
- Elaphe quatuorlineata (užovka čtyřpruhá)
- Elaphe situla (užovka pardálí)
- Natrix megalocephala (užovka)
- Natrix tessellata (užovka podplamatá)
- Telescopus fallax (užovka)

### Viperidae(zmijovití)
- Vipera albizona (zmije)
- Vipera ammodytes (zmije růžkatá)
- Vipera barani (zmije)
- Vipera kaznakovi (zmije)
- Vipera latasti (zmije)
- Vipera lebetina 4 (zmije levantská)
- Vipera pontica (zmije)
- Vipera ursinii (zmije menší)
- Vipera wagneri (zmije)
- Vipera xanthina (zmije)

Amphibia – Obojživelníci
Caudata (ocasatí)

### Salamandridae(mlokovití)
- Chioglossa lusitanica (mlok zlatopruhý/dvoupruhý)
- Euproctus asper
- Euproctus montanus
- Euproctus platycephalus
- Mertensiella luschani (Salamandra luschani) (mlok turecký)
- Salamandra atra 5 (mlok černý)
- Salamandrina terdigitata (mlok čtyřprstý)
- Triturus carnifex (čolek dravý)
- Triturus cristatus (čolek velký)
- Triturus dobrogicus (čolek dunajský)
- Triturus italicus (čolek italský)
- Triturus karelinii (čolek)
- Triturus montandoni (čolek karpatský)

### Plethodontidae(mločíkovití)
- Speleomantes flavus (Hydromantes flavus) (mločík)
- Speleomantes genei (Hydromantes genei) (mločík sardinský)
- Speleomantes imperialis (Hydromantes imperialis) (mločík)
- Speleomantes italicus (Hydromantes italicus) (mločík italský)
- Speleomantes supramontis (Hydromantes supramontis) (mločík)

### Proteidae(macarátovití)
- Proteus anguinus (macarát jeskynní)

Anura (žáby)

### Discoglossidae(kuňkovití)
- Alytes cisternasii (ropuška)
- Alytes muletensis (ropuška baleárská)
- Alytes obstetricans (ropuška starostlivá)
- Bombina bombina (kuňka obecná)
- Bombina variegata (kuňka žlutobřichá)
- Discoglossus galganoi (žába)
- Discoglossus jeanneae (žába)
- Discoglossus montalentii (žába korsická)
- Discoglossus pictus
- Discoglossus sardus (žába sardinská)
- Neurergus crocatus
- Neurergus strauchi

### Pelobatidae(blatnicovití)
- Pelobates cultripes (blatnice)
- Pelobates fuscus (blatnice skvrnitá)
- Pelobates syriacus (blatnice)
- Pelodytes caucasicus

### Bufonidae(ropuchovití)
- Bufo calamita (ropucha krátkonohá)
- Bufo viridis (ropucha zelená)

### Hylidae(rosničkovití)
- Hyla arborea (rosnička zelená)
- Hyla meridionalis (rosnička)
- Hyla sarda (rosnička sardinská)

### Ranidae(skokanovití)
- Rana arvalis (skokan ostronosý)
- Rana dalmatina (skokan štíhlý)
- Rana holtzi (skokan)
- Rana iberica (skokan)
- Rana italica (skokan italský)
- Rana latastei (skokan)

Pisces – Ryby
Chondrichthyes (Paryby)
Pleurotremata (žraloci)

### Cetorhinidae
- Cetorhinus maximus (Med.) (žralok veliký)

### Lamnidae
- Carcharodon carcharias (Med.) (žralok lidožravý)

Osteichthyes (Ryby)
Petromyzoniformes (mihule)

### Petromyzonidae(mihulovití)
- Lethenteron zanandrai (Med.) (mihule)

Acipenseriformes (jeseteři)

### Acipenseridae(jeseterovití)
- Acipenser naccarii (jeseter)
- Acipenser sturio (jeseter velký)
- Huso huso (Med.) (vyza velká)

Salmoniformes (lososi)

### Umbridae(blatňákovití)
- Umbra krameri (blatňák tmavý)

Cypriniformes (máloostní)

### Cyprinidae(kaprovití)
- Pomatoschistus canestrinii (Med.)
- Pomatoschistus tortonesei (Med.)

Synentognathi (lalůčkožábří)

### Belonidae(jehlovití)
- Hippocampus hippocampus (Med.) (koníček mořský)
- Hippocampus ramulosus (Med.) (koníček)

Atheriniformes (gavúni)

### Cyprinodontidae(halančíkovití)
- Aphanius fasciatus (Med.) (halančík)
- Aphanius iberus (Med.) (halančík)
- Valencia hispanica
- Valencia letourneuxi

Perciformes (ostnoploutví)

### Percidae(okounovití)
- Zingel asper (drsek rhonský)

Chimaeriformes (chiméry)

### Chimaeridae(chimérovití)
- Mobula mobular (Med.) (manta)

## Bezobratlí
Arthropoda – Členovci
Insecta (hmyz)

### Mantodea(kudlanky)
- Apteromantis aptera (kudlanka bezkřídlá)

### Odonata(vážky)
- Aeshna viridis (šídlo rudonohé)
- Brachythemis fuscopalliata (šídlo)
- Calopteryx syriaca (motýlice)
- Coenagrion freyi (šidélko)
- Coenagrion mercuriale (šidélko)
- Cordulegaster trinacriae (páskovec)
- Gomphus graslinii (klínatka)
- Leucorrhinia albifrons (vážka běloústá)
- Leucorrhinia caudalis (vážka široká)
- Leucorrhinia pectoralis (vážka jasnoskvrnná)
- Lindenia tetraphylla
- Macromia splendens
- Ophiogomphus cecilia (klínatka rudonohá)
- Oxygastra curtisii
- Stylurus flavipes ( Gomphus flavipes) (klínatka žlutonohá)
- Sympecma braueri (šídlatka kroužkovaná)

### Orthoptera(rovnokřídlí)
- Baetica ustulata
- Saga pedo (kobylka sága)

### Coleoptera(brouci)
- Buprestis splendens (krasec)
- Carabus olympiae (střevlík)
- Cerambyx cerdo (tesařík obrovský)
- Cucujus cinnaberinus (lesák)
- Dytiscus latissimus (potápník široký)
- Graphoderus bilineatus (potápník)
- Osmoderma eremita (páchník hnědý)
- Rosalia alpina (tesařík alpský)

### Lepidoptera(motýli)
- Apatura metis (batolec)
- Coenonympha hero (okáč hnědý)
- Coenonympha oedippus (okáč žlutooký)
- Erebia calcaria (okáč)
- Erebia christi (okáč)
- Erebia sudetica (okáč sudetský)
- Eriogaster catax (bourovec trnkový)
- Euphydryas aurinia (Eurodryas aurinia) (hnědásek chrastavcový)
- Fabriciana elisa (perleťovec)
- Hyles hippophaes (lišaj)
- Hypodryas maturna (hnědásek osikový)
- Lopinga achine (okáč jílkový)
- Lycaena dispar (ohniváček černočárný)
- Maculinea arion (modrásek černoskvrnný)
- Maculinea nausithous (modrásek bahenní)
- Maculinea teleius (modrásek očkovaný)
- Melanargia arge (okáč)
- Papilio alexanor (otakárek)
- Papilio hospiton (otakárek)
- Parnassius apollo (jasoň červenooký)
- Parnassius mnemosyne (jasoň dymnivkový)
- Plebicula golgus (modrásek)
- Polyommatus galloi (modrásek)
- Polyommatus humedasae (modrásek)
- Proserpinus prosperpina (lišaj pupalkový)
- Zerynthia polyxena (pestrokřídlec podražcový)

Arachnida (pavoukovci)

### Araneae(pavouci)
- Macrothele calpeiana

Crustacea (korýši)

### Decapoda(desetinožci)
- Ocypode cursor (Med.)
- Pachyplasma giganteum (Med.)

Mollusca – Měkkýši
Gastropoda (plži)

### Dyotocardia(dvojžábří)
- Gibbula nivosa (Med.)
- Patella ferruginea (Med.) (přílipka)
- Patella nigra (Med.) (přílipka)

### Monotocardia(jednožábří)
- Charonia rubicunda (Charonia lampas, Charonia nodiferum) (Med.) (tritonka římská)
- Charonia tritonis (Charonia seguenziae) (Med.) (tritonka indická)
- Dendropoma petreum (Med.)
- Erosaria spurca (Med.) (zavinutec)
- Luria lurida (= Cyprea lurida) (Med.) (zavinutec)
- Mitra zonata (Med.) (čepicovka)
- Ranella olearia (Med.)
- Schilderia achatidea (Med.)
- Tonna galea (Med.) (sudanka)
- Zonaria pyrum (Med.)

### Stylommatophora(stopkoocí)
- Caseolus calculus
- Caseolus commixta
- Caseolus sphaerula
- Discus defloratus 6 (vrásenka)
- Discus guerinianus (vrásenka)
- Discula leacockiana
- Discula tabellata
- Discula testudinalis
- Discula turricula
- Elona quimperiana
- Geomalacus maculosus
- Geomitra moniziana
- Helix subplicata (hlemýžď)
- Leiostyla abbreviata
- Leiostyla cassida
- Leiostyla corneocostata
- Leiostyla gibba
- Leiostyla lamellosa

Bivalvia (mlži)

### Unionoida(velevrubi)
- Margaritifera auricularia (perlorodka)
- Mytiloida (slávky)
- Lithophaga lithophaga (Med.) (datlovka)
- Pinna pernula (Med.) (kyjovka)

### Myoida
- Pholas dactylus (Med.) (skulař vrtavý)

### Echinodermata– Ostnokožci
Asteroidea (hvězdice)
- Asterina pancerii (Med.) (hvězdice)
- Ophidiaster ophidianus (Med.) (hvězdice)

Echinoidea (ježovky)
- Centrostephanus longispinus (Med.) (ježovka)

### Cnidaria– Žahavci
Hydrozoa (polypovci)
- Errina aspera (Med.)

Anthozoa (korálnatci)
- Astroides calycularis (Med.)
- Gerardia savaglia (Med.)

Porifera – Houby
- Aplysina cavernicola (Med.) (houba)
- Asbestopluma hypogea (Med.) (houba)
- Axinelle polyploďdes (Med.) (houba)
- Petrobiona massiliana (Med.) (houba)